# 西藏矿业
西藏礦業發展股份有限公司，簡稱西藏礦業（英語：Tibet Mineral Development Company Limited、བོད་ལྗོངས་གཏེར་ལས།，深交所：000762），最早在1967年成立西藏國營企業東風礦，直至在1984年，由原冶金部和西藏自治区人民政府批准，东风矿原班人马转战西藏山南地区曲松县境内的罗布莎乡，开始了罗布莎矿的基建和开采工作而設。主要经营范围包括铬矿、铜矿、路矿开采、深加工。主要产品为铬铁矿石、铬铁合金、铜、铬盐产品以及锂盐产品。現為西藏礦業資產經營有限公司（中國寶武鋼鐵集團有限公司旗下）主要附屬公司。

## 历史
1967年，成立西藏國營企業東風礦。
1984年，由原冶金部和西藏自治区人民政府批准，东风矿原班人马转战西藏山南地区曲松县境内的罗布莎乡，开始了罗布莎矿的基建和开采工作。
1997年初，由多家西藏自治區政府旗下企業進行改組成西藏礦業股份有限公司。
股份在1997年7月8日於深圳證券交易所上市，發售定價為6.9元人民幣，發售股份為6405萬股，而集資額為2.4億元人民幣。。
2016年4月5日，根據中共西藏自治區紀律檢查委員會發布，西藏礦業發展股份有限公司時任副董事長、總經理饒瓊，涉嫌嚴重違紀，接受調查，已被開除黨籍，但公司營運不受影響。
2020年6月4日，中國寶武鋼鐵集團收購，從西藏自治區國資委所持母公司西藏礦業資產經營有限公司，完成後中國寶武鋼鐵集團成為第一大股東，而西藏自治區國資委成為第二大股東。再在6月29日晚間，中國寶武鋼鐵集團聯同日喀則珠峰城市投資發展集團有限公司，以及仲巴縣馬泉河投資有限公司共同一致行動，改組為有限責任公司。